# Morsárfoss

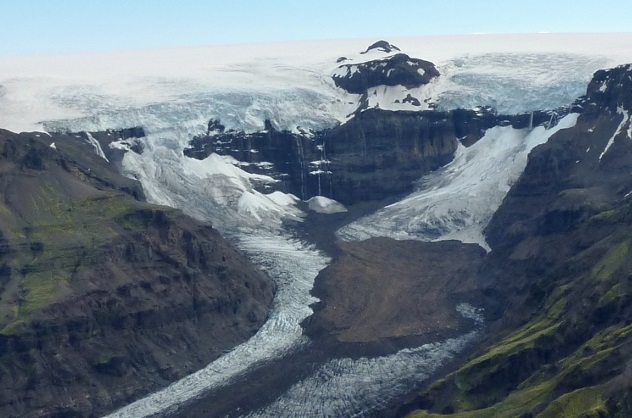
La Morsárfoss.

La Morsárfoss es una cascada situada en Islandia, la más alta del país con 227,3 metros, 30 más que la de Glymur, la segunda más alta. Fue descubierta 2007 y su altura se midió por primera vez en 2011. Se encuentra al sur del país, en el Parque nacional Vatnajökull. Nace del agua que surge de ese glaciar y se proyecta por un acantilado que domina el Morsárjökull.